# 칠턴구

칠턴구의 위치

칠턴구(영어: Chiltern District)는 잉글랜드 버킹엄셔주에 위치한 비도시 자치구로 중심 도시는 아머샴이며 인구는 93,972명(2014년 기준), 면적은 196.35km2이다.